# Christoph Strupp
Christoph Strupp (* 1966) ist ein Historiker.

## Leben und Wirken
Christoph Strupp studierte von 1988 bis 1994 an den Universitäten Köln und Leiden Mittlere und Neuere Geschichte, niederländische Philologie und Politikwissenschaft und schloss mit dem Magister ab. 1996 wurde er an der Universität Köln mit einer Arbeit über Johan Huizinga zum Dr. phil. promoviert. Von 1997 bis 2007 war er Wissenschaftlicher Mitarbeiter an den Universitäten Heidelberg und Köln und Postdoktorand am Deutschen Historischen Institut in Washington, D.C.
Von 2007 bis 2009 war mit einem Forschungsstipendium der Max Weber Stiftung Projektmitarbeiter an der Forschungsstelle für Zeitgeschichte in Hamburg und war Lehrbeauftragter an der Leuphana Universität Lüneburg. Seit 2010 ist er Wissenschaftlicher Mitarbeiter der Forschungsstelle für Zeitgeschichte in Hamburg.
Christoph Strupp arbeitet vor allem zur deutschen und niederländischen Geschichte des 19. und 20. Jahrhunderts, zur Geschichtsschreibung und Wissenschaftsgeschichte, zur Zeitgeschichte und zur Stadtgeschichte von Hamburg. Er hat einen Lehrauftrag am Historischen Seminar der Universität Hamburg.

## Schriften
- Johan Huizinga. Geschichtswissenschaft als Kulturgeschichte. Dissertation. Universität Köln 1996. Vandenhoeck und Ruprecht, Göttingen 2000, ISBN 3-525-36242-0 (Rezension von Martina Hessler).
- Die Organisation historischer Lehre und Forschung in den Niederlanden bis 1940. In: Matthias Middell et al. (Hrsg.): Historische Institute im internationalen Vergleich (= Geschichtswissenschaft und Geschichtskultur im 20. Jahrhundert. Band 3). Akademische Verlags-Anstalt, Leipzig 2001, ISBN 3-931982-18-1, S. 199–220.
- mit Birgit Zischke: German Americana, 1800–1955.  Deutsches Historisches Institut, Washington, D.C. 2005.
- Der verachtete Führer: Anton Adriaan Mussert und die unliebsame Rechte in der niederländischen Historiographie. In: Georg Christoph Berger Waldenegg, Francisca Loetz (Hrsg.): Führer der extremen Rechten. Chronos, Zürich 2006, ISBN 3-0340-0761-2, S. 161–180.
- mit Kai Dreisbach: German Americana, 1956–2005.  Deutsches Historisches Institut, Washington, D.C. 2007.
- Nahverkehr und Nationalsozialismus. Die Hamburger Hochbahn AG im „Dritten Reich“. Dölling und Galitz, München 2010, ISBN 978-3-86218-006-6.
- Mediale Massenpanik? Orson Welles’ Radio-Hörspiel „War of the Worlds“ (1938). In: Zeithistorische Forschungen. 8, 2011, S. 322–327 (online).
- Niederlande – Entwicklungen und Tendenzen der zeithistorischen Forschung. In: Docupedia-Zeitgeschichte. 22. März 2011 (online).
- (Red.): 19 Tage Hamburg. Ereignisse und Entwicklungen der Stadtgeschichte seit den fünfziger Jahren. Hrsg. Forschungsstelle für Zeitgeschichte in Hamburg. Dölling und Galitz, Hamburg/München 2012, ISBN 978-3-86218-035-6.

 Herausgeberschaft
- mit Philipp Löser: Universität der Gelehrten – Universität der Experten. Adaptionen deutscher Wissenschaft in den USA des neunzehnten Jahrhunderts. Steiner, Stuttgart 2005, ISBN 3-515-08647-1.
- mit Alexander Nützenadel: Taxation, State, and Civil Society in Germany and the United States from the 18th to the 20th Century. Nomos, Baden-Baden 2007, ISBN 978-3-8329-2818-6.
- mit Frank Bajohr: Fremde Blicke auf das „Dritte Reich“. Berichte ausländischer Diplomaten über Herrschaft und Gesellschaft in Deutschland 1933–1945. Wallstein, Göttingen 2011, ISBN 3-8353-0870-X.

Übersetzungen
- Friso Wielenga: Schatten deutscher Geschichte. Der Umgang mit dem Nationalsozialismus und der DDR-Vergangenheit in der Bundesrepublik. Aus dem Niederländischen von Christoph Strupp. SH, Vierow bei Greifswald 1995, ISBN 3-89498-015-X.
- Frits Boterman: Oswald Spengler und sein „Untergang des Abendlandes“. Aus dem Niederländischen von Christoph Strupp. SH, Köln 2000, ISBN 3-89498-080-X.

## Auszeichnungen
- 2000: Offermann-Hergarten-Preis für die Buchfassung seiner Dissertation